# Arabia Saudita en los Juegos Olímpicos de Los Ángeles 1984
Arabia Saudita estuvo representada en los Juegos Olímpicos de Los Ángeles 1984 por un total de 37 deportistas masculinos que compitieron en 5 deportes.
El portador de la bandera en la ceremonia de apertura fue el tirador Safaq Al-Anzi. El equipo olímpico saudita no obtuvo ninguna medalla en estos Juegos.